# Ethel Côté
Pour les articles homonymes, voir Côté.
 (avril 2025).
La mise en forme du texte ne suit pas les recommandations de Wikipédia : il faut le « wikifier ».
Les points d'amélioration suivants sont les cas les plus fréquents. Le détail des points à revoir est peut-être précisé sur la page de discussion.
- Les titres sont pré-formatés par le logiciel. Ils ne sont ni en capitales, ni en gras.
- Le texte ne doit pas être écrit en capitales (les noms de famille non plus), ni en gras, ni en italique, ni en « petit »…
- Le gras n'est utilisé que pour surligner le titre de l'article dans l'introduction, une seule fois.
- L'italique est rarement utilisé : mots en langue étrangère, titres d'œuvres, noms de bateaux, etc.
- Les citations ne sont pas en italique mais en corps de texte normal. Elles sont entourées par des guillemets français : « et ».
- Les listes à puces sont à éviter, des paragraphes rédigés étant largement préférés. Les tableaux sont à réserver à la présentation de données structurées (résultats, etc.).
- Les appels de note de bas de page (petits chiffres en exposant, introduits par l'outil «  Source ») sont à placer entre la fin de phrase et le point final[comme ça].
- Les liens internes (vers d'autres articles de Wikipédia) sont à choisir avec parcimonie. Créez des liens vers des articles approfondissant le sujet. Les termes génériques sans rapport avec le sujet sont à éviter, ainsi que les répétitions de liens vers un même terme.
- Les liens externes sont à placer uniquement dans une section « Liens externes », à la fin de l'article. Ces liens sont à choisir avec parcimonie suivant les règles définies. Si un lien sert de source à l'article, son insertion dans le texte est à faire par les notes de bas de page.
- La présentation des références doit suivre les conventions bibliographiques. Il est recommandé d'utiliser les modèles {{Ouvrage}}, {{Chapitre}}, {{Article}}, {{Lien web}} et/ou {{Bibliographie}}. Le mode d'édition visuel peut mettre en forme automatiquement les références.
- Insérer une infobox (cadre d'informations à droite) n'est pas obligatoire pour parachever la mise en page.

Pour une aide détaillée, merci de consulter Aide:Wikification.
Si vous pensez que ces points ont été résolus, vous pouvez retirer ce bandeau et améliorer la mise en forme d'un autre article.
 (avril 2025).
 (avril 2025).
Ethel Côté est une entrepreneure sociale qui se spécialise dans les projets de croissance économique, de solidarité féministe, d'innovation, d'environnement, et plus. Elle s'est impliquée et a fondé de nombreuses organisations et initiatives sociales au cours de sa vie, et a reçu de nombreux prix d'excellence pour ses réalisations,.

## Biographie
Ethel Côté est née en 1958 de ses parents, Madeleine et Jean-Luc Côté. Elle a quatre enfants : Emile Maheu, Léandre Maheu, Frédéric Clemence, et Marissa Clemence. Elle s'est mariée avec Jean-Pierre Valiquette jusqu'à sa mort. Elle est morte le 16 octobre 2024 d'un cancer,.
En 2001, Ethel Côté a obtenu son certificat CALL (Canadian Agriculture Lifetime Leadership) de l'Université Laval et de l'Université de la Saskatchewan, et en 2002, elle fait ses études en développement économique communautaire à l'Université Concordia.

## Carrière

### mécènESS
Ethel Côté est fondatrice de mécènESS, une organisation canadienne qui se spécialise dans la croissance économique et dans l'entrepreneuriat social. L'entreprise a collaboré avec plus de 1 000 organisations et plus de 50 000 personnes se sont engagées dans leurs programmes d'entrepreneuriat social. Elle a aussi mobilisé presque 24 millions de dollars pour des projets sociaux. Dans les années 80s, elle était la première Franco-Ontarienne pour obtenir l'éducation dans le financement pour les arts auprès du Centre Banff des arts et de la créativité, ce qui a évidemment contribué au succès de l'entreprise. 

### Conseil des entreprises sociales du Canada
Ethel Côté est membre et cofondatrice du Conseil des entreprises sociales du Canada. Son objectif au sein du Conseil est de s'assurer que les entreprises sociales disposent des ressources nécessaires pour réaliser leur plein potentiel et puissent contribuer le plus possible à leurs communautés et à la société.

### ACFO SDG
Ethel Côté est associée à l'Association des communautés francophones de l'Ontario, de Stormont, Dundas et Glengarry (ACFO SDG). Son objectif au sein de l'organisation était de favoriser un sentiment de fierté francophone et de lien au sein de sa communauté.

### La Nouvelle Scène
Inspirée par son amour pour les arts, Ethel Côté est l'ancienne présidente et fondatrice de La Nouvelle Scène Gilles-Desjardins à Ottawa (LNSGD). LNSGD est un théâtre francophone qui vise à promouvoir les artistes locaux et les arts de la scène d'expression francophone dans leur ensemble dans la région.

### Université de l'Ontario français
Avant sa mort, Ethel Côté était professeure à l'Université de l'Ontario français. Elle s'est spécialisée dans l'enseignement de l'économie et de l'innovation sociale.

## Prix et distinctions
Ethel Côté a reçu de nombreux prix au cours de sa carrière, notamment :
- Membre de l'Ordre du Canada[12]
- L'Ordre de l'Ontario
- L'Ordre de la Pléiade
- L'Ordre des caisses populaires de l'Ontario
- Prix d'honneur coopératif et Certificat de mérite coopératif du Conseil de la Coopération de l'Ontario[1]
- Championne de l'autonomisation économique des femmes par l'Organisation des Nations Unies (ONU)[1]
- Personnalité féminine de l'année 2017 par Saphir[1]

Elle a été l'une des 3 femmes qui, en 2013, ont vu leurs réalisations commerciales reconnues par le Réseau des femmes d'affaires francophones du Canada.

### Héritage
La mort d'Ethel Côté a ému la communauté francophone canadienne. Parmi les nombreux souvenirs de Côté et de son héritage, citons celui d'une leader forte, d'un modèle, d'une aide passionnée et d'une source d'inspiration.